# 佩恩茨维尔 (肯塔基州)
佩恩茨维尔（英語：Paintsville），是美国肯塔基州的一座城市。建立于1834年，面积约为7.3平方公里（2.8平方英里）。根据2010年美国人口普查，该市的人口为3,459人。